# EffaTha
EffaTha je kršćanski metal (katolički) sastav iz Hrvatske, iz Rijeke. Prvi je hrvatski kršćanski power/thrash metal sastav. EffaTha je važna i po tome jer su bili i za sada još uvijek jedini domaći kršćanski metal sastav koji je svoju glazbu i tekstove izvodio na materinjem Hrvatskom jeziku. Grupa Amen iz hrvatskog grada Požege a koji su također imali kršćanske teme nije svoju glazbu (death/thrash metal) niti u jednoj inačici označavala kao Christian Metal a svoje tekstove su izvodili na engleskom jeziku. Dakle, EffaTha je postala poznata po svojoj izravnosti i prvi su hrvatski heavy metal sastav koji je svoju glazbu izričito nazivao "Christian Metal".Grupa je imala izrazito katoličku poruku jer su svi članovi grupe bili katolici. Originalna grupa je svirala u razdoblju od 2008 do 2012 godine kada se raspala usred snimanja njihovog kultnog prvog albuma koji su nazvali "Nijemi Krik". Od 2017 godine grupa ponovno počinje s radom ali kao dvojac Belanović/Katava i pod nazivom "EffaTha Croatia" i ovaj puta izvode instrumentalnu kršćansku glazbu eksperimetalnog karaktera. Objavili su niz digitalnih izdanja koja su dostupna na glazbenom servisu Bandcamp. Od 2020 godine Marin Katava sam nastavlja komponirati i stvarati glazbu kao "The Projekt KaTholiban" kao izravni nastavak svega onoga što su Belanović i Katava stvarali od 2017 do 2020 godine. Sva izdanja glazbenog projekta "The Projekt Katholiban" su također dostupna na glazbenom servisu Bandcamp.

## Ime
Ime EffaTha dolazi iz aramejskog. Znači "otvori se" i upotrebljava se kod krštenja. Taj izraz ima značenje moćne riječi koja je znak moćna Kristova djelovanja. Predstavlja molitveni obred da Bog otvori uši za slušanje i usta za govorenje Riječi Božje.
Kroz korizmu se posti i ustima: "Effatha, otvori se..."(Mk 7,34) - otvori se slavljenju Boga u osobnoj molitvi, zajedničkoj u obitelji i župskoj zajednici ..., a odbaci govoriti zlo o onome tko Ti je priuštio patnju... Pokušaj moliti za takvu osobu, ali oslanjajući se na Boga da će Ti On pomoći da možeš za nju moliti...
"Isus, očekivani Mesija, ostvaruje proročke najave. Upravio je pogled u nebo i gluhonijemome rekao: „effata! – to će reći: otvori se! I odmah mu se otvoriše uši i razriješi spona jezika te stade govoriti razgovijetno"." (Mk 7,34-35)

## Glazbeni stil
Grupa EffaTha je stilski spoj starog i novog, tradicionalnog metala iz ere NWOBHM, thrash pa čak i gothic stilova kao i novijih alter metal ili metalcore stilova ali u manjoj mjeri. Fuzija različitih vrsta metala ne zvuči usiljeno te dobiva jednu novu dimenziju. Smatraju se koncertnim sastavom. Drže se povezani s milosrđem Krista u kojeg vjeruju i žive ono što propovijedaju glazbom. Za Metal smatraju da također može biti duhovna glazba, puno duhovnija od nekih "limunadnih" stilova koji se previše nameću kao glazbeno rješenje, posebice u kršćanskoj glazbi.
Zbog toga malo sudjeluju na klasičnoj kršćanskoj glazbenoj pozornici, jer sastav želi da se organizira zasebna domaća kršćanska underground scena, na kojoj će moći djelovati svi oni koji sviraju urbanu glazbu u pravom smislu te riječi. Publika ovog sastava su rokeri, pankeri, metalci, hardrokeri i slični, zbog čega nailaze na nerazumijevanje i iz nekih ljudi iz Crkve, zbog neutemeljena straha da se uz žestoku glazbu ne može slaviti Gospodina. EffaTha tvrdi suprotno, da Sveto pismo demantira to: ako su "kralj David i sav dom Izraelov plesali pred Gospodinom iz sve snage uz zvuke sitara i cimbala", onda "to više nalikuje na atmosferu rock-koncerta nego na neki kontemplativni susret". Zato se ne nameću svirati u prostorima koji nisu za glazbu grupe i ne pačaju se u liturgijsku niti u svetu glazbu, jer zvuk EffaThe je snažan, a publika pripada urbanim rock krugovima. Ipak, EffaTha otvoreno slavi Krista i za svoje pjesme imaju čak potvrdu riječkog nadbiskupa da ih smiju izvoditi.
EffaTha je izvodila teutonski, gotovo monolitni metal u kojem su dominirali snažni akordi i tehnički vrlo zahtjevni rifovi. Grupa je posebno bila ubojita izvođenjem glazbe uživo i bili su koncertni sastav. Tekstovi su vrlo izravni i sadrže autentičnu kršćansku poruku baziranu na katoličkoj teologiji. Pisac svih tekstova ali i začetnik mnogih glazbenih ideja grupe EffaTha je bio vođa grupe Marin Katava. Prve skladbe koje je grupa izvodila još dok je u grupi bio originalni gitarista David Pejčinović počinju upravo od ideja koje je donio Marin Katava, jer je ideja o stvaranju jedne ovakve grupe u njegovim mislima postojala dobrih desetak godina prije nego što je grupa počela svirati, a mnogi tekstovi napisani i više od deset godina prije pojave same grupe. Mnogi dijelovi aranžmana pojedinih pjesama su u glazbenom smislu autorsko su djelo Marina Katave. Glazbena podloga refrena u pjesmama "Tvoja riječ je Ljubav"  i "Sion" je djelo Marina Katave. 
Cijela struktura progresivne pjesme "Yeshua Ha Mashiah" te prve pjesme koju je grupa EffaTha ikad izvodila a zvala se "Darovi" je direktno nastala u stvaralačkom zanosu pokretača grupe EffaTha. Doprinos gitarista Vladimira Dedića i Karla Hajdina je također nemjeriljiva. Posebice je sviranje Karla Hajdina podiglo grupu EffaTha u heavy metal ešalon prve lige. Njegova gitarska ekspertiza i tehničko znanje su usitinu pomogli da grupa EffaTha zvuči kao da je sceni desetak godina prije nego što su uopće počeli svirati. Elvis Ponjević je kao basista koji je imao punkerski pedigre te Fran Belanović kao klavijaturista su u potpunosti djelovali kao savršeni kotač koji je valjao zvuk grupe. Gordan Cenčić je iz svojih bubnjeva izvlačio maksimum te je svojim iskustvom pomogao da grupa bude glazbeno stabilna i definirana.

## Članovi
Vokal je Marin Katava, bubnjar Gordan Cenčić, gitarist Karlo Hajdin, Elvis Ponjević basist i klavijaturist Fran Belanović. Bivši član je David Pejčinović.
Bubnjar je Gordan Cenčić. Elvis Ponjević povezuje. Brzinu i melodiju kroz srce i ruke dizajnira Karlo Hajdin. Hajdin važi kao jedan od ponajboljih mladih metal gitarista u gradu Rijeci, Fantaziju i mit nadograđuje Fran Belanović, koji je došao iz Zagreba.
Duhovni savjetnik sastava je pater Marko Glogović, pavlin, koji im je mnogo pomogao u promociji grupe u Poljskoj, gdje kršćanski metal sastavi uživaju veliku popularnost, poput Let 3 i Hladnog piva u Hrvatskoj.

## Povijest grupe EffaTha i priča o albumu "Nijemi Krik"
Djeluju od 15. rujna 2008. godine. Svi članovi grupe su katolici. Okupili su se radi evangeliziranja pomoću hard rock i heavy metal glazbe. Uzori su im bile poznate kršćanske grupe No Longer Music i Tymoteutsz (2 TM 2,3). Žele "pomoći mladim ljudima koji još nisu upoznati sa snagom Kristove Ljubavi, da pokušaju kroz njihovu glazbu shvatiti tko je Bog i koliko je velika njegova ljubav za svakog čovjeka."
Od velike je pomoći bila glazba inozemnih sastava poput Saviour Machine, Bride, Saint, Narnia, Demon Hunter, 2 TM 2/3, Critical Mass, Katholicus, Mortification i mnogih ostalih.
Osnivači su Marin Katava, Gordan Cenčić i David Pejčinović.
Katava je dugo godina promišljao o jednom ovakvom sastavu. Slušao je mnoge inozemne sastave, kršćansku urbanu glazbu pratio je dvadesetak godina, a 2008. je postao urednik emisije kršćanske glazbe na Radio Trsatu (utorkom navečer, sada subotom od 17 sati). Od svega toga je poželio sam napraviti jedan takav sastav koji bi imao kršćanske motive, a sudjelovao na subkulturnoj domaćoj pozornici. Pejčinović je u međuvremenu prestao biti član. Članovi su već imali glazbenog iskustva. Bubnjar Cenčić 12 je godina svirao u poznatom riječkom doom/gothic sastavu Ashes You Leave s kojima je izdao 4 albuma. Vokal Marin Katava je 1989. osnovao zajedno s Draganom Raičevićem Cigom kultnu riječku garage hard rock grupu Nepal s kojom je višekratno surađivao do 1993. godine. Rokerski život ovog dvojca skoro je kobno završio, svakom na svoj način. Svjedočanstva njih dvojice trajan su znak svima koji su možda upravo sada na nekom sličnom putu. Vokal Katava svjedoči da je za tekstove "kriv isključivo on", zbog njegova poprilično nezdrava života u mladim danima, velika unutrašnja borba sa samim sobom te konačno obraćenje koje još uvijek traje. Glazbom želi posvjedočiti što je krivi put i ukazati na pravi. Vladmir Dedić osnivač je sastava iz Zadra Zagoreni Rotor, a raspustio ga je nakon 3 godine. Basist Ponjević je svirao u The Shamrock-u (Katava: "otkuda smo ga ukrali"). U EffaThu je došao nakon što je sastav bezuspješno godinu dana tragao za basistom. Pokazao se kao rješenjem svojim iskustvom i vedrom naravi. Gitarist Hajdin svirao je u riječkoj melodic death metal skupini NorthWard godinu i pol dana. Hajdinov sastav nije zaživio uživo, ali mu je donio neophodno iskustvo početnog rada u nekom rock sastavu. Klavijaturist Fran Belanović jedini je glazbenik iz EffaThe kojemu je EffaTha glazbeni početak. Sastavu je pridonio strpljivošću i produhovljenom mirnoćom.

Prvi album sastava zove se Nijemi krik i trebao je biti objavljen 2015. godine., a objavljivanje se rasteglo od 2012. godine. Izdanje je kasnilo, jer zbog sadržaja pjesama već na početku pokušaja izdavanja CD-a naišli su na zapreke, zbog uvjeta koje im je zadao šef izdavačke kuće iz Rijeke s kojim su dogovorili izdavanje albuma. Taj šef, koji je protestant, uvjetovao im je izdavanje albuma uklanjanjem pjesama u kojima se spominju Djevica Marija i katolički sakramenti. Sastavu je to bilo neprihvatljivo, osobito jer im se preko pola materijala dotiče tih tema. Prepreke su im činili i organizatori domaćih festivala.
Nastupili su na festivalima Vidfest 2009., 2010., 2011., festivalu duhovne glazbe koji se održava za dan Sv. Vida u Rijeci, na Festivalu u Siti, plaža Strožanac, Split, Rovinj Music Festivalu 28. prosinca 2010., prvom Beba Rock Festivalu 2010. u klubu Nina 2, 2011. u Gruwu  i drugima. Dne 21. prosinca 2009. nastupili su u kultnom zagrebačkom klubu KSET s međimursko-podravskim punk sastavom Božjim ovčicama na "Božićnom punk/metal koncertu", a u organizaciji udruge Šutka., Nastupali su i u kultnom riječkom klubu Palach kao i nekoliko puta u klubu Tenk kao i u Teti Roži te drugim mjestima po Rijeci i okolici.
Preko patera Glogovića isposlovali su sudjelovanje na SOS festivalu u poljskom gradu Toruńu gdje se okupilo više od 10.000 ljudi. Svirali su u Hrvatskoj u svim klubovima od Pule do Vinkovaca. Članovi sastava tvrde da "nisu sastav za stadione i velike prostore jer im je cilj doći do pojedinačnog čovjeka i pokušati mu prenijeti evanđelje kroz glazbu" i da nije im važno sviraju li pred kršćanskom publikom ili ne.
Gostovali su u emisiji Trzalica Ri-TV-a, vokal Marin Katava i bubnjar Gordan Cenčić i ovim su putem promovirali kršćanski sastav Effathu kao i kršćanski metal u svijetu.

Godine 2010. objavili su promo EP pod nazivom "Mk 7.34" koji je također dostupan na glazbenom servisu Bandcamp. Taj ep album je postao kultna snimka grupe EffaTha jer sadrži skladbe pod kojima je grupa postala najviše poznata, a to su "Tvoja riječ je Ljubav", "Sion" te "Predao sam svoju bol". Glazba s ovog mini albuma je bila često izvođena i u radijiskim eterima postaja "Radio Trsat", HKR (Hrvatski Katolički Radio) te "Radio Korčule" i posebice "Radio Mađugorje". 
Prvi album radnog je naziva "Nijemi Krik". Nosi ime po istoimenoj pjesmi koja govori protiv pobačaja. Stihove pjesme napisala je Marinova mati Ljubica Katava. Nadahnuće za pjesmu je i misijom patera Glogovića koji je u Karlovcu i Zagrebu osnovao kuće za prihvat trudnica koje njihovi partneri prisiljavaju na pobačaj. Duhovni savjetnik sastava, pater Glogović, vodi i udrugu Betlehem za pomoć majkama koje ne žele pobaciti.
Nastavak kao dvojac Belanović/Katava:
Grupa EffaTha je od 2017 do 2020 nastavila s radom kao dvojac Fran Belanović (klavijature) i Marin Katava (vokal, produkcija, gitare) te objavila niz albuma kršćanske tematike u digitalnom obliku. Glazebeni stil je ovaj puta nešto drugačiji jer je dvojac razvio interes za elektroničku glazbu, industrial metal, ambiental pop, jungle beat, synthwave, dub.
Na njihovoj Bandcamp stranici se mogu skinuti sva nova izdanja grupe EffaTha kao i sva stara uređena izdanja grupe iz razdoblja od 2008. do 2012. godine koja do sada nisu bila poznata u javnosti. Tu su snimke uživo s koncerata u Poljskoj, na Korzu u Rijeci, s Vidfesta, koncerta u Strožancu kraj Splita, a tu su i snimke proba grupe iz garaže u kojoj su vježbali. Sav taj materijal je dostupan na stranici službenoj stranici. 2020 godine Marin Katava nastavlja svoj instrumentalni rad i stvaranje kao "The Projekt KaTholiban" te objavljuje niz digitalnih izdanja koja su također dostupna na stranicama glazbenog servisa Bandcamp.
Priča o albumu "Nijemi Krik"
Priču o tome kako je nastao album "Nijemi Krik" donosi svojim riječima Marin Katava vođa grupe EffaTha:
"Nakon našeg prvog EP izdanja "Mk 7.34" iz 2010 godine grupa je ušla u studio krajem 2011 da snimi svoj prvi album. Međutim premda smo imali odličan materijal, sve je išlo neočekivano teško. Piloti su bili loše snimljeni, demo još gore. Bend se raspao usred snimanja jer nismo mogli doći do opreme koja je bila zaplijenjena na 9 mjeseci radi svađe braće Cenčić. Ovaj materijal nije nikada u potpunosti produciran, mastrering nije izvršen. Gordan Cenčić je snimio 12 pjesama za dva ili tri dana a greške koje su pri tome nastale nije ispravio. Kada sam napokon jer sam bio odsutan došao iz Karlovca gdje sam podigao obitelj i dobio sina, ostao sam šokiran sa snimkama koje su bile pune grešaka. Bend se tada već bio raspao. Dogovorio sam se producentom Borom Rakamarićem da uzmem drugog bubnjara i da se to riješi. Novi bubnjar Eddy Lanzzana (Melting Core) je odsvirao bez greške ali taj snimak nije bio upotrebljiv jer je producent tražio sada već trostruki iznos od dogovorenog. Ostao sam u dugovima, nakon godinu dana isplatio bubnjara ali producent je otezao i tražio je još novca. Ovaj snimak koji sada slušate je bio neobrađeni demo, sve što sam dobio od producenta. 2016 godine prijatelj i kum Bodo Rebić je sredio frekve i popeglao demo, a 2018 godine prijatelj Hrvoje Ferderber iz grupe Drinking Skull je uspio dodatno obraditi demo i remasterirati sam demo snimak.

Ovaj album je trebao biti veliki probitak za grupu EffaTha na domaćoj metal sceni. Međutim sve se urotilo protiv namjere same grupe da ovaj album odsviraju, snime i promoviraju na viskoj razini. Teški rad grupe, česti koncerti i uporno vježbanje nije se ovaj put isplatilo. Ključna odluka koja je donesena a ticala se odabira studija i producenta koji će raditi s grupom EffaTha je bila potpuno kriva. Boris Rakamarić je tražio još više novca i to kada je grupa radi loših snimaka u studiju, loših pilota i demosnimki već bila raspadnuta. Grupa se raspala i radi situacije koja se dogodila između braće Cenčić, kada su se posvađali u svezi vlasništva nad njihovom kućom. Kompletna oprema grupe je ostala zaključana u podrumu te kuće bez mogućnosti da grupa dođe do opreme narednih 9 ili nešto više mjeseci što je dokrajčilo grupu. Kušnje su bile jednostavno prevelike. Grupa je umrla dok za plačanje obveza prema studiju nitko nije mario. Neka sredstva koja osobno dobio od svećenika patera Marka Glogovića nisu bila dostatna, premda su pomogla da dođem makar do demosnimka.
Taj demosnimak je obrađivan nekoliko puta. Bio je to težak posao jer nisam dobio kanale snimki već samo loše montiran i nedovršen demosnimak. Taj snimak je prvo uzeo donekle popraviti Slobodan Bodo Rebić, moj dobar prijatelj i kum te član grupa Very Expensive Porno Movie i FOF. Bodo je uspio malo popraviti frekvencije i popeglati neke anomalije u zvuku demosnimke. To je bilo 2016 godine. Onda je snimka došla do još jednog prijatelja Hrvoje Ferderbera iz zagrebačke grupe Drinking Skull i to 2018 godine. On je napravio jedan pokušaj remastera demosnimke. U biti bilo je to još jedno peglanje snimke u namjeri da se sa snimke odstrane razna šuštanja, krckanja, peakovi i sve ono što je smetalo da se snimka može normalno slušati. Hrvoje je obavio odličan posao i sada je snimka mogla biti slušana. Posljednje editiranje snimke sam obavio ja osobno kroz razne audio alate gdje sam uspio prošiti zvuk u stereo ekspanziji te obraditi snimku kroz dodatnu dekompresiju zvuka.

Na heavy metal sceni u Hrvatskoj nije bilo tada - a nema niti danas, grupe koja svira kršćanski metal s izrazito katoličkom porukom a da je tekst napisan na hrvatskom jeziku. EffaTha je u tome bila prva, grupa je probila jezičnu barijeru i za razliku od kršćanske metal grupe Amen iz Požege (grad u Hrvatskoj) a koja je izvodila svoj kršćanski death/thrash na engleskom jeziku - EffaTha je poslala jasnu kršćansku poruku na hrvatskom jeziku, kao autentičnu kršćansku poruku namijenjenu za hrvatske fanove. Grupa je gajila izrazito katoličku liriku koja je proizašla iz činjenice da su svi članovi grupe bili katolici.

Ipak mnogi fanovi pamte i dan danas teutonski, monolitni pristup heavy metal glazbi koji je bio prisutan u skladanju i sviranju grupe EffaTha. Čisti heavy metal koji je ponekad bio prepoznatljiv kao kombinacija power i thrash metala bio je ubojit uživo na sceni, i grupa je žvučala izuzetno moćno. U glazbenom smislu izgleda da je grupa prekinula s radom na svojem kreativnom i umjetničkom vrhuncu. Splet okollnosti je bio takav da je ova sad već kultna hrvatska grupa već odavno bila u raspadu kada su snimke benda postale vrlo tražene. EffaTha jest legendarni bend na hrvatskoj metal sceni. EffaTha je također postala legendarna i u kršćanskim krugovima i posebice na društvenim mrežama. Video za pjesmu "Tvoja riječ je ljubav" je pogledalo preko 10.000 ljudi na seervisu You Tube. Umalo svaki dan dobijem neku poruku u svezi snimki grupe koje su i danas 2020 godine vrlo tražene. 2019 godine osobno sam objavio limitirano izdanje cd albuma "Nijemi Krik" koje je tiskano u svega 500 primjeraka i podijelio sam ih besplatno. Nije ostao niti jedan primjerak, što je samo dokaz da je grupa EffaTha postala legenda i vrlo vjerojatno grupa koja će izvršiti presudni utjecaj na neke buduće mlade glazbenike da se okušaju na polju kršćanskog metala."

## Diskografija

### Albumi kao EffaTha (2008-2012)
- promo ep "Mk 7.34", 2010 (studijska snimka)
- Nijemi krik, album 2012. (studijska demosnimka, objavljeno 2018/2020 - editirano - digitalno izdanje)
- Uživo u Siti, Strožanac kraj Splita 16.08.2009 (bootleg)
- Uživo/Live at Sos Festival 2010, Torunj/Poland (bootleg)
- Uživo/Live at Vidfest 2009/2011 (bootleg)
- Uživo s Korza, Rijeka 2011 (bootleg)
- EffaTha iz garaže, snimka probe 15.05.2011 (bootleg)
- Android Gospel (Pre-EffaTha) akustične snimke Marina Katave (bootleg, lo-fi)

Napomena: Grupa EffaTha je nastavila s radom kao dvojac Belanović/Katava. Od 2017 do 2020 godine grupa je u izmijenjenom glazbenom stilu snimila i objavila cijeli niz digitalnih albuma, većinom intrumentalne glazbe (metal, synthwave, electro, industrial metal, techno, ambiental itd) ali i dalje prevladavaju kršćanske teme.

### Albumi kao EffaTha Croatia (2017 - 2020)

#### izabrana diskografija, samostalna digitalna izdanja kao instrumentalni duo Belanović/Katava
- Ono nešto o Kristu/Something About Christ (elektro/ambiental album) 2017
- Hvalospjev Ljubavi/The Way of Love (elektro/ambiental album) 2018
- An Instrumental Tribute to Jesus Movement (psych/hard rock album) 2019
- True Faith, an Instrumental Tribute to New Order (elektro rock/punk album) 2019
- The Transcendental Mystika Katholica (Prog/ Thrash Metal album) 2019
- The Joy Experiment (Prog Metal album) 2019
- Bonus Of Joy - Joy Remixes (Prog Metal album) 2019
- Summer Groove (Prog Metal album) 2019
- Holy Water, Holy Fire (Hard Rock/Metal album) 2019
- A Light in Darkness - Instrumental Gems 2017-2019 (compilation album) 2019
- Final Fall of the Western World part one (prog metal/fusion/elektro album) 2019
- Final Fall of the Western World part two (prog metal/fusion/elektro album) 2019
- Adriatic Sea Emotion Level (prog metal/fusion/elektro album) 2019)
- Android Gospel & Holy Elektro Sessions 2018/2019 (cyber metal album) 2019
- Metalforth with God into Glory Ride part one (elektro/prog metal) 2019
- Metalforth with God into Glory Ride (elektro/prog metal) 2019
- The Force of Ressurection (Death/Thrash/Prog/Fusion) 2019
- The Essence Of EffaTha ( compilation, best of) 2019
- Advent Metal Machine volume one (compilation) 2019
- Advent Metal Machine volume two (compilation) 2019
- Advent Metal Machine volume three (compilation) 2019
- Singles, Rare and non-album tracks (compilation) 2019
- A Deepest Quiet of the Loudest Deeps (compilation) 2019
- Holiness in Every Wound part one (elektro metal/prog metal) 2019
- Holiness in Every Wound part two (elektro metal/prog metal) 2019
- Christian Metal Crusade (Thrash/Prog Metal) 2020
- Like Heaven (alter/indie rock album) 2020
- Door to Understanding (Thrash/Prog metal) 2020

### Albumi kao The Projekt KaTholiban

#### izabrana diskografija, Marin Katava kao The Projekt KaTholiban
- Double Tap to Edit Apsurd (elektro metal/fusion) 2020
- All Our Deaths (elektro/prog/fusion album) 2020
- All Our Deaths part two (elektro/prog/fusion) 2020
- All Our Deaths part three (elektro/prog/fusion) 2020
- In The Year of 2020:Virus (prog/thrash metal/elektro fusion) 2020
- All Our Deaths part four (elektro(prog/fusion) 2020
- Christ Omnipotent (prog/thrash/elektro fusion) 2020
- Thy Kingdom Come (prog/metalcore/fusion) 2020
- Deus Vult (heavy metal/nwobhm) 2020
- Lockdown Global (modern metal/altermetal) 2020
- Cascade Heavens (metal/prog/fusion) 2020
- The Sound of Prayer Final (modern metal/fusion) 2020

### Kompilacije
Nalaze se na kompilaciji Praising Him Loudly, vol. 4, Catholic Metal, peto izdanje i četvrta kompilacija Catholicmetal.com. Kompilacija sadrži 17 pjesama raznih sastava iz Sjeverne Amerike, Australije, Južne Afrike i istočne Europe. Nadnevak službene objave kompilacije je 22. veljače 2015.

## Vanjske poveznice
- website, effatha.bandcamp.com
- Facebook
- Kanal effathaband, YouTube
- MySpace
- Laudato.hr Riječka metal grupa EffaTha Rijeka u obrani života nerođenih, 3. veljače
- KSET Effatha & Božje Ovčice
- https://theprojektkatholiban.bandcamp.com/
- Marin Katava za Book https://book.hr/zasto-effatha/
- Marin Katava za hrsvijet portal http://www.hrsvijet.net/index.php/kultura/25-glazba/9220-predstavljamo-kranski-metal-bend-effatha  Arhivirana inačica izvorne stranice od 3. lipnja 2018. (Wayback Machine)
- http://www.laudato.hr/Glazbena-scena/Izvo%C4%91aci/Predstavljamo-krscanski-metal-bend-EffaTha.aspx  Arhivirana inačica izvorne stranice od 20. prosinca 2019. (Wayback Machine)